# Ficalbia malfeyti
Ficalbia malfeyti är en tvåvingeart som först beskrevs av Robert Newstead 1907.  Ficalbia malfeyti ingår i släktet Ficalbia och familjen stickmyggor. Inga underarter finns listade i Catalogue of Life.